# 우먼 인 블랙: 죽음의 천사
《우먼 인 블랙: 죽음의 천사》(영어: The Woman in Black: Angel of Death)는 2014년 공개된 영국의 영화로, 2012년 영화 《우먼 인 블랙》의 속편이다. 감독은 톰 하퍼가 맡았으며 전편의 원작자 수전 힐이 각본 원안을 썼다.

## 출연
- 피비 폭스 - 이브 파킨스 역
- 제러미 어바인 - 해리 번스토 역
- 헬렌 매크로리 - 진 호그스 역
- 에이드리언 롤린스 - 로즈 박사 역